# Strepsinoma ectopalis
Strepsinoma ectopalis là một loài bướm đêm trong họ Crambidae.